# Lida damm
Lida damm är en sjö i Vårgårda kommun i Västergötland och ingår i Göta älvs huvudavrinningsområde.